# Tristania (genre)
Pour les articles homonymes, voir Tristania.
Genre
Classification APG II (2003)
Tristania est un genre de plantes à fleurs de la famille des Myrtaceae. Ce sont des arbustes ou des arbres endémiques de Nouvelle-Galles du Sud en Australie.
Il est nommé d'après le comte Jules Marie Claude de Tristan, botaniste (1776-1861).

## Liste des espèces
Selon NCBI :
- Tristania neriifolia

auquel on peut ajouter:
- Tristania littoralis